# Småortskod
Småortskod var en kod, bestående av fem tecken, som Statistiska centralbyrån (SCB) tilldelar alla småorter i Sverige. Den ersattes 2021 med en bebyggelseområdeskod även retroaktivt.
Småortskoden inleddes med ett S och därefter följde fyra siffror. Småortskoderna är udda medan tätortskoderna i regel är jämna. De två första siffrorna indikerade i vilket län småorten ligger (detta var dock inte helt konsekvent genomfört):
- 01–08 = Stockholms län
- 08–11 = Uppsala län
- 11–13 = Södermanlands län
- 13–16 = Östergötlands län
- 16–18 = Jönköpings län
- 18–19 = Kronobergs län
- 19–23 = Kalmar län
- 23–25 = Gotlands län
- 25–27 = Blekinge län
- 28–39 = Skåne län
- 39–43 = Hallands län
- 43–56 = Västra Götalands län
- 56–59 = Värmlands län
- 59–62 = Örebro län
- 62–63 = Västmanlands län
- 63–70 = Dalarnas län
- 70–75 = Gävleborgs län
- 75–79 = Västernorrlands län
- 80–83 = Jämtlands län
- 84–89 = Västerbottens län
- 90–95 = Norrbottens län